# (9755) 1990 RR2
(9755) 1990 RR2 est un astéroïde de la ceinture principale découvert en 1990.

## Description
(9755) 1990 RR2 a été découvert le 15 septembre 1990 à l'observatoire Palomar, situé au nord de San Diego en Californie, par Henry E. Holt.

### Caractéristiques orbitales
L'orbite de cet astéroïde est caractérisée par un demi-grand axe de 2,46 UA, un périhélie de 2,12 UA, une excentricité de 0,14 et une inclinaison de 6,68° par rapport à l'écliptique. Du fait de ces caractéristiques, à savoir un demi-grand axe compris entre 2 et 3,2 UA et un périhélie supérieur à 1,666 UA, il est classé, selon la JPL Small-Body Database, comme objet de la ceinture principale.

### Caractéristiques physiques
(9755) 1990 RR2 a une magnitude absolue (H) de 13,2 et un albédo estimé à 0,367.